# Nick Cicek
Nicholas „Nick“ Cicek (* 29. Mai 2000 in Winnipeg, Manitoba) ist ein türkisch-kanadischer Eishockeyspieler, der seit Juli 2025 bei den Calgary Flames aus der National Hockey League (NHL) unter Vertrag steht und parallel für deren Farmteam, die Calgary Wranglers in der American Hockey League (AHL) auf der Position des Verteidigers spielt. Zuvor absolvierte Cicek bereits über 160 Spiele in der AHL und stand in 16 Partien für die San Jose Sharks in der NHL auf dem Eis.

## Karriere

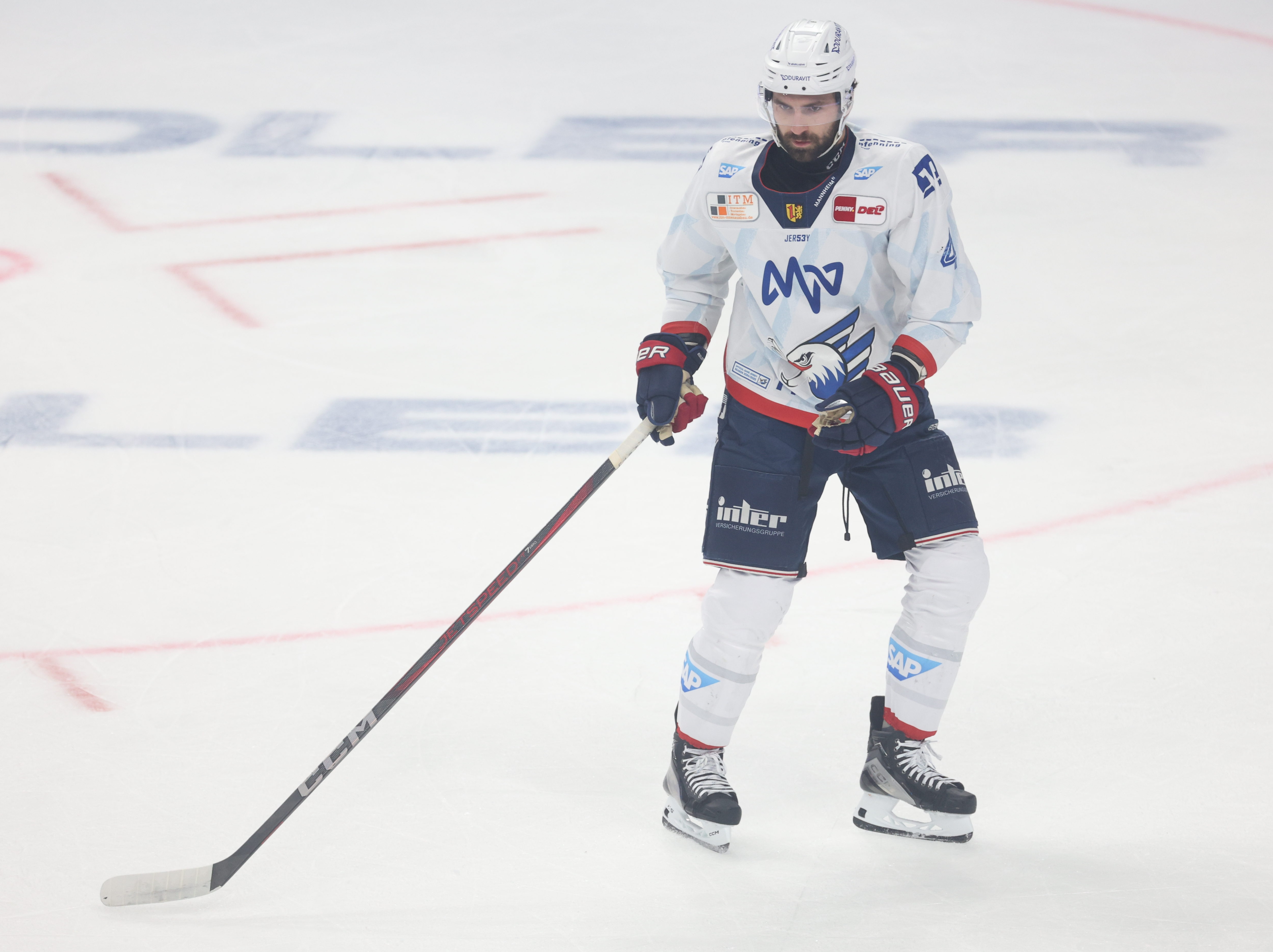
Cicek im Trikot der Adler Mannheim (2024)

Cicek, der einen türkischstämmigen Vater hat und im kanadischen Winnipeg geboren wurde, spielte in seiner Jugendzeit zunächst für unterklassige Mannschaften in seiner Geburtsstadt. Die Saison 2017/18 verbrachte der Verteidiger bei den Winnipeg Blues in der Manitoba Junior Hockey League (MJHL). Im Verlauf der Spielzeit kam er auch zu ersten Einsätzen bei den Portland Winterhawks in der höherklassigen Western Hockey League (WHL). Mit Beginn der Saison 2018/19 gehörte er für die folgenden drei Jahre fest zum Kader der Winterhawks. Im durch die COVID-19-Pandemie geprägten Spieljahr 2020/21 führte er das Team sogar als Mannschaftskapitän an.
Im Mai 2021 wurde der ungedraftete Nachwuchsspieler nach dem Ende seiner Juniorenkarriere als sogenannter Free Agent von den San Jose Barracuda aus der American Hockey League (AHL) unter Vertrag genommen. In seinem Rookiejahr überzeugte Cicek mit 25 Scorerpunkten in 53 Einsätzen so sehr, dass er im April 2022 einen Vertrag beim Partnerteam San Jose Sharks aus der National Hockey League (NHL) erhielt. Der Abwehrspieler pendelte daher im Verlauf der Saison 2022/23 zwischen dem AHL-Kader der Barracuda, bei denen er 37-mal eingesetzt wurde, und dem NHL-Kader der San Jose Sharks. Dort kam er im November 2022 zu seinem Ligadebüt und bestritt insgesamt 16 Partien. Zum Beginn der Spielzeit 2023/24 fand sich Cicek jedoch ausschließlich in der AHL wieder und wurde schließlich Mitte Dezember 2023 gemeinsam mit einem Sechstrunden-Wahlrecht im NHL Entry Draft 2024 im Tausch für Jack Studnicka an die Organisation der Vancouver Canucks abgegeben. Bis zum Saisonende kam er dort aber lediglich zu Einsätzen für den AHL-Kooperationspartner Abbotsford Canucks und erhielt über den Sommer hinaus kein neues Vertragsangebot.
Auf der Suche nach einem neuen Arbeitgeber unterzeichnete der Kanadier im Juli 2024 schließlich einen Vertrag einen Vertrag für die Saison 2024/25 bei den Adler Mannheim aus der Deutschen Eishockey Liga (DEL). Im Juli 2025 kehrte er nach Nordamerika zurück, wo er sich mit den Calgary Flames aus der NHL auf ein zunächst einjähriges Engagement einigte.

### International
Aufgrund seiner türkischen Abstammung kam Cicek im Rahmen des Europäischen Olympischen Winter-Jugendfestival 2017, das im türkischen Erzurum stattfand, zu Einsätzen für die türkische U17-Nationalmannschaft. Er absolvierte zwei Turnierspiele, in denen die unterlegene Auswahl 52 Gegentore kassierte und den Wettbewerb auf dem fünften Platz beendete.

## Karrierestatistik
Stand: Ende der Saison 2024/25

### International
Vertrat die Türkei bei:
- Europäisches Olympisches Winter-Jugendfestival 2017

(Legende zur Spielerstatistik: Sp oder GP = absolvierte Spiele; T oder G = erzielte Tore; V oder A = erzielte Assists; Pkt oder Pts = erzielte Scorerpunkte; SM oder PIM = erhaltene Strafminuten; +/− = Plus/Minus-Bilanz; PP = erzielte Überzahltore; SH = erzielte Unterzahltore; GW = erzielte Siegtore; 1 Play-downs/Relegation; Kursiv: Statistik nicht vollständig)